# 李鎮區 (明尼蘇達州貝爾特拉米縣)
李鎮區（英語：Lee Township）是位於美國明尼蘇達州貝爾特拉米縣的一個行政鎮區。

## 地方資料
李鎮區的面積為94.20平方千米，當中陸地面積為93.70平方千米，而水域面積為0.50平方千米。根據2020年美國人口普查的數據，當地共有人口41人，而人口密度為每平方千米0.44人。